# Manx National Heritage
Manx National Heritage (Manx Eiraght Ashoonagh Vannin) ist die nationale Kulturorganisation der Isle of Man. Die Organisation verwaltet einen bedeutenden Teil der Kulturgüter der Insel, unter anderem mehr als 3000 acre (1214 ha) Küste und Landschaft. Die 1951 gegründete Non-Profit-Organisation besitzt Grund und Boden, Archive, Kunstwerke, eine Bibliothek und Museums-Kollektionen durch den „Trust for the Manx Nation“. Sie ist die gesetzliche Kulturbehörde der Isle of Man und eine eingetragene Wohltätigkeitsorganisation (no. 603).

## Ziele und Organisation
Das Ziel der Organisation ist die Öffentlichkeitsarbeit für die Kulturgüter und die Förderung der Kulturgüter in Bezug auf die öffentliche Wahrnehmung und Wertschätzung national und international.
Als Kulturbehörde der Isle of Man ist sie mit dem Department of Economic Development verbunden und erhält Mittel von der Regierung der Isle of Man für Kernaufgaben und Großprojekte. Als Charitable Trust ist sie unter der Nummer 603 als Manx Museum & National Trust gelistet und wird von einem Board of Trustees verwaltet.
Sie verwaltet National Museum Service, National Monuments Service, National Trust, National Library & Archive und National Art Gallery.

### Einrichtungen
Museen:
- Castle Rushen, Castletown
- Cregneash Folk Village, Cregneash
- Grove Museum, Ramsey
- House of Manannan, Peel
- The Great Laxey Wheel & Mines Trail, Laxey Wheel, Laxey
- Manx Museum, Douglas
- The Nautical Museum, Castletown
- The Old Grammar School, Castletown
- The Old House of Keys, Castletown
- Peel Castle, Peel
- Rushen Abbey, Ballasalla
- Sound Centre, Calf Sound, near Cregneash
- Niarbyl, Dalby Niarbyl

Boden- und Landschaftsdenkmale:
- Balladoole
- The Braaid
- Cashtal Yn Ard
- Cronk ny Merriu
- The Manx Stone Cross Collection
- Meayll Hill
- St. Michael’s Isle

Kulturgüter
- The Ayres
- The Curraghs
- Eary Cushlin & Creggan Mooar
- The Dhoon and Bulgham Brooghs
- Killabrega

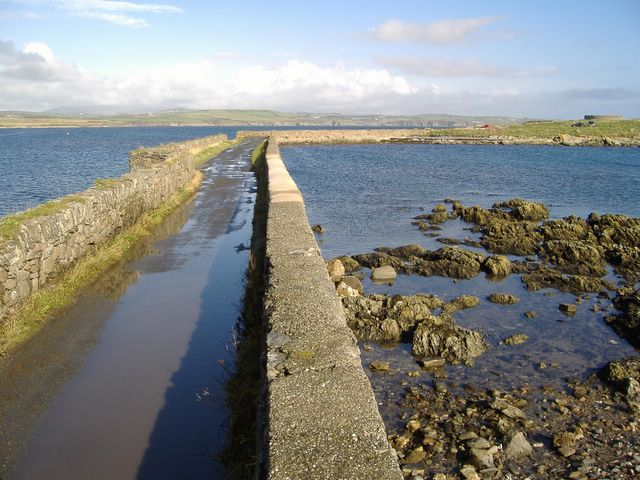
Damm zur St. Michael’s Isle

- Landstücke auf der seezugewandten Seite des Marine Drive
- Lower Silverdale
- Maughold Head & Brooghs. Gob ny Rona
- Niarbyl
- Calf Sound und Calf of Man
- Upper Ballaharry
- Raad ny Foillan